# کریستین رایش
کریستین رایش (انگلیسی: Christian Reich؛ زادهٔ ۲۳ سپتامبر ۱۹۶۷) از برندگان مدال‌های بازی‌های المپیک زمستانی ۲۰۰۲ اهل سوئیس است.